# ぶらどらぶ
『ぶらどらぶ』（英題：VLAD LOVE）は、いちごアニメーション製作による日本のアニメシリーズ。押井守が総監督・原作・シリーズ構成、西村純二が監督を務める。元々は2020年に展開される予定だったが、新型コロナウイルスの流行の影響で公開未定となっていた。2020年12月18日に第1話特別編がYouTubeで公開され、2021年2月14日にネット配信開始し、同年7月にテレビ放送開始。
吸血鬼を主題としており、5人の少女たちに焦点を当てたドタバタコメディが全12話で展開される。同じく押井守原作・脚本・監督の実写映画『血ぃともだち』とは世界観、一部のキャラクター設定とストーリーが共通している。

## ストーリー
献血が何よりの趣味という高校2年生の絆播貢は、ある日献血車で騒動を起こした元気のない少女を自宅に連れ帰る。その少女・マイはルーマニアから密航してきたという吸血鬼だった。貢は冷蔵庫に保管していた自分の血をマイに与え、行き場のないマイと同居することになる。貢は通学先の高校・聖十文字学園で保健教員の血祭血比呂にマイの秘密を打ち明ける。人を噛めないマイに食料の血を確保したいという貢に、血比呂は「献血部」の結成を勧め、自らが顧問となった。「献血すると血比呂のサービスを受けられる」という呼び込みに応募者が殺到するが、その中には貢同様献血に執着を持つ生徒たちがいた。彼らは献血部員となり、やがてマイの情報を共有することになる。マイの編入に伴って聖十文字学園に夜間部が新設されると貢以下献血部員は全員夜間部に転部し、彼らは様々な騒動に巻き込まれていく。

## 登場人物
絆播 貢（）
声 - 佐倉綾音
本作の主人公の高校2年生。ショートヘアで、片方の耳には常にピアスをしている。変態的な献血マニアだが自身の血液型は「キメラ型」と呼ばれる希少なタイプのため、需要がほとんどない。本来は父との二人家族ながら、父はほぼ海外に出かけているため事実上一人暮らしをしている。
マイ・ヴラド・トランシルヴァニア
声 - 日高里菜
ルーマニアから密航して日本に来た吸血鬼の少女。気が弱く、人を噛んで血を吸うことができない。密航は継母との不仲が原因と話している。少女ながら実年齢は100歳以上。鏡に映らないが、その一方で日光には弱いものの肌を保護すれば死ぬことはなく、ニンニクも平気で餃子は普通に平らげる。飲んだ血の持ち主によって性格が影響されることがあり、サラマンダーの血を飲んだときにはサラマンダーと化した。吸血鬼映画を好む。
血祭 血比呂（）
声 - 朴璐美
聖十文字学園の保健教員。喫煙者で、常に胸元が開きボディラインの露出する服装をしている美熟女。古風な言葉遣いをする。マイに対する興味から献血部の結成を持ちかけ、さらには夜間部設置を認めさせて、夜間部の全教科を担当。前歴については作中で、「研究機関を不祥事で辞めた」「不倫した男性にだまされた」といった内容を話しているが、事実かどうかは不明。
雲天 那美（）
声 - 小林ゆう
ダンス部の部長で献血部員となる。沖縄が好きで「××さー」という口調で話し、周囲からは「海人（うみんちゅ）」と陰で呼ばれている。血液型はO型。
渡部 マキ（）
声 - 早見沙織
映画研究会の会長を務め、献血部員となる。眼鏡をかけたショートヘア姿。何かと映研の会員も使って映像を撮っている。映画の撮影にはかなり厳しい。映画の蘊蓄を披露する場面がたびたびある。血液型はAB型。
紺野 カオル（）
声 - 高槻かなこ
コスプレ同好会会長で、献血部員となる。小柄な体つきで、芝居や映画などの企画の時にはコスチュームの協力もしている。血液型はB型。
墨田 仁子（）
声 - 日笠陽子
風紀委員長で、不穏な献血部を監視する目的でその活動につき合わされることになる。ゲームオタクという一面も持つ。血液型はA型。本人曰く、「妥協という言葉は自分にはない」とのこと。
腐乱犬 八十八（）
声 - 松田健一郎
夜学部の転校生で、マイの許嫁。人造人間でコンセントからプラグが抜けると活動を停止してしまう。
勝野 真澄
声 - 三宅健太
空手部所属の大柄な男子生徒。部では主将を務めてもいる。マイの親衛隊を自認しており、その目的のために暴走することも。
岡田
声 - 石川界人
神原
声 - 綿貫竜之介
堀田
声 - 木内太郎
以上の三人は空手部の部員
マイのパパ
声 - 岩崎ひろし
推定年齢400歳以上という吸血鬼。妻は何人も代わっており、マイの継母も複数存在する。本名はジルド・礼 (れい)
貢のとーちゃん
声 - 中田譲治
学者でいつも海外に出かけている。家庭を顧みなかったため、妻から離婚されている。実は吸血鬼研究者。

## スタッフ
- 総監督・原作・シリーズ構成 - 押井守[1]
- 監督 - 西村純二[1]
- 助監督 - 菅野幸子
- 脚本 - 押井守、山邑圭[1]
- ビジュアルデザイン - 水野歌[1]
- キャラクターデザイン - 新垣一成[1]
- プロップデザイン - 岩畑剛一、鈴木典孝
- 色彩設計 - 梅崎ひろこ[1]
- 美術設定 - 加藤靖忠[1]
- 美術監督 - 小幡和寛[1]
- 美術 - STEREOTYPE smartile[1]
- 編集 - 植松淳一
- 音響監督 - 若林和弘[1]
- 音響効果 - 山田香織[1]
- 録音調整 - 今泉武[1]
- 音響制作・アニメーション制作協力 - Production I.G[1]
- 音楽制作 - AUBE[1]
- 音楽 - 川井憲次[1]
- エグゼクティブプロデューサー - 中西穣
- プロデューサー - 建石俊之、河野晴彦、中村千枝
- アニメーションプロデューサー - 宮腰徹
- アニメーション制作 - Drive[1]
- 制作 - コミックアニメーション[1]
- 製作 - いちごアニメーション[1]

## 音楽
スターティングソング
- 「この地球の何処かで」BlooDye、作詞・作曲：Daisuke"DAIS"Miyachi

オープニング主題歌（貢Version）
- 「Where you are」BlooDye、作詞：Daisuke"DAIS"Miyachi & LITTLE、作曲：Daisuke"DAIS"Miyachi、編曲：Yuichi Ohno
- 公式アンバサダーも兼ねるBlooDyeが担当する。

オープニング主題歌（マイVersion）
- 「Winds Of Transylvania」LOVEBITES、作詞：asami、作曲：asami & Mao、編曲：LOVEBITES & Mao

エンディングテーマ曲
- 国内向け（血比呂Version） - 「赤い雨」alan & Ayasa、作詞：川村サイコ、作曲・編曲：ZENTA
- 海外向け - 「新月（Instrumental）」Ayasa、作曲・編曲：井上泰久

テレビ放送第6話と第9話の両オープニングは、『生放送アニメ 直感×アルゴリズム♪』とのコラボでユニットTacitlyのリリアとシエルによる「地上波で歌ってみた」に差し替えての放送。

## 各話リスト
| 話数   | サブタイトル               | 脚本   | 絵コンテ | 演出       | 作画監督                                                           | 総作画監督 | 配信日         | 放送日 (千葉テレビ) |
| ------ | -------------------------- | ------ | -------- | ---------- | ------------------------------------------------------------------ | ---------- | -------------- | ------------------- |
| 第1夜  | 吸血娘の血が騒ぐ           | 押井守 | 西村純二 | 浜田将太   | 清水勝祐 川添亜希子 今里佳子 中村和代 大久保義之                   | 青野厚司   | 2021年 2月14日 | 2021年 7月6日       |
| 第2夜  | 愛の夜間飛行               | 山邑圭 | 押井守   | 安部祐二郎 | 中村和代 山村俊之 大久保義之 青野厚司                              | -          | 2021年 2月14日 | 7月7日              |
| 第3夜  | さばと・ナイト・フィーバー | 押井守 | 西村純二 | 曽根利幸   | 大塚八愛 上西摩耶 吉田和香子 亀田朋幸 今里佳子 大久保義之 中村和代 | -          | 2021年 2月14日 | 7月8日              |
| 第4夜  | サラマンダーの夜           | 押井守 | 押井守   | 西久保利彦 | 水野友美子 山内玲奈                                                | 青野厚司   | 2021年 2月14日 | 7月9日              |
| 第5夜  | 父ちゃんが来た             | 山邑圭 | 西村純二 | 菅野幸子   | 井戸田あかね 飯嶋友里恵 鞠野黄英 細田沙織                          | 緒方浩美   | 2021年 2月14日 | 7月10日             |
| 第6夜  | 悪魔の城ドラキュラ         | 押井守 | 押井守   | 浜田将太   | 清水勝祐 川添亜希子 亀田朋幸 中村和代 大久保義之 青野厚司          | -          | 2021年 2月14日 | 7月13日             |
| 第7夜  | Day for Night              | 押井守 | 押井守   | 菅野幸子   | 謝宛倩 STUDIO MASSKET 黄凤                                         | -          | 3月14日        | 7月14日             |
| 第8夜  | ろんぐすとおりぃ           | 山邑圭 | 西村純二 | 西村純二   | 井戸田あかね 橋立佳奈                                              | -          | 3月14日        | 7月15日             |
| 第9夜  | ボルト式                   | 押井守 | 押井守   | 西久保利彦 | 押山清高                                                           | -          | 3月14日        | 7月16日             |
| 第10夜 | 婚約者は人造人間           | 山邑圭 | 西村純二 | 曽根利幸   | 水野友美子 山内玲奈 菊池功一                                       | 青野厚司   | 3月14日        | 7月17日             |
| 第11夜 | 真夏の夜の怪奇大作戦       | 山邑圭 | 押井守   | 牧野友映   | 清水勝祐 川添亜希子 亀田朋幸 大久保義之 中村和代                   | -          | 3月14日        | 7月20日             |
| 第12夜 | インタビュー・ウィズ・マイ | 押井守 | 西村純二 | 浜田将太   | 上西摩耶 緒方浩美 中村和代                                         | -          | 3月14日        | 7月21日             |

## 放送局
| 放送期間               | 放送時間                                    | 放送局     | 対象地域 | 備考                                                        |
| ---------------------- | ------------------------------------------- | ---------- | -------- | ----------------------------------------------------------- |
| 2021年7月3日 - 9月18日 | 土曜 1:05 - 1:35（金曜深夜）                | TOKYO MX   | 東京都   | 8月8日にサブチャンネルのMX2で全話一挙放送を実施             |
| 2021年7月6日 - 9月21日 | 火曜 0:00 - 0:30（月曜深夜）                | サンテレビ | 兵庫県   |                                                             |
| 2021年7月6日 - 7月21日 | 火曜 - 土曜 0:30 - 1:00 （月曜 - 金曜深夜） | 千葉テレビ | 千葉県   | 『あにめたいむ24』枠 / 本放送終了後同枠でリピート放送を実施 |
| 2021年7月8日 - 9月23日 | 木曜 0:30 - 1:00（水曜深夜）                | BSフジ     | 日本全域 | BS・BS4K放送 / 『アニメギルド』枠                           |

| 配信開始日    | 配信時間       | 配信サイト |
| ------------- | -------------- | --- |
| 2021年2月15日 | 月曜 0:00 更新 | ABEMA Amazon Prime Video dアニメストア DMM.com FOD GyaO!ストア Playストア HAPPY!動画 hulu J:COMオンデマンド みるプラス music.jp Rakuten TV TELASA TSUTAYA TV U-NEXT VIDEX YouTube あにてれ アニメ放題 ゲオTV ニコニコチャンネル バンダイチャンネル ひかりTV ビデオマーケット ふらっと動画 ムービーフルプラス |

## ミニコーナー「あきはぶら」
地上波・BS放送では本編終了後、秋葉原の名所を紹介するコーナー「あきはぶら」が放送された。案内人はエンディング曲を担当したAyasa、ナレーションは血祭血比呂役の朴璐美。